# Echidna (rodzaj)
Echidna – rodzaj morskich ryb z podrodziny Muraeninae w obrębie rodziny murenowatych (Muraenidae).

## Rozmieszczenie geograficzne
Do rodzaju należą gatunki występujące w wodach Oceanu Atlantyckiego, Oceanu Indyjskiego i Oceanu Spokojnego.

## Morfologia
Długość ciała do 165 cm. Stępione zęby przystosowane do miażdżenia skorup mięczaków lub pancerzy jeżowców.

## Systematyka
Rodzaj zdefiniował w 1777 roku niemiecki przyrodnik Johann Reinhold Forster w publikacji własnego autorstwa poświęconej historii naturalnej. Gatunkiem typowym jest (wirtualna tautonimia) echidna gwiaździsta (E. nebulosa).

### Etymologia
- Echidna: gr. εχιδνα ekhidna ‘żmija’; prawdopodobnie w aluzji do typowego kształtu przypominającego węża[9].
- Megaderus: gr. μεγας megas, μεγαλη megalē ‘wielki’[10]; δερα dera ‘szyja’[11].
- Molarii: łac. mola, molaris ‘kamień młyński’[12]. Gatunek typowy (późniejsze oznaczenie): Muraena ophis Rüppell, 1830 (= Muraena nebulosa Ahl, 1789)[13].
- Poecilophis: gr. ποικιλος poikilos ‘kolorowy, zróżnicowany’[14]; οφις ophis, οφεως opheōs ‘wąż’[15]. Gatunek typowy (późniejsze oznaczenie): Gymnothorax catenatus Bloch, 1795[13].
- Leihala: epitet gatunkowy Echidna leihala Jenkins, 1903[5]. Gatunek typowy (oryginalne oznaczenie): Poecilophis tritor Vaillant & Sauvage, 1875 (= Muraena polyzona Richardson, 1845).

### Podział systematyczny
Do rodzaju należą następujące gatunki:
- Echidna amblyodon (Bleeker, 1856)
- Echidna catenata (Bloch, 1795) – echidna ogniwowa[16]
- Echidna delicatula (Kaup, 1856)
- Echidna leucotaenia Schultz, 1943
- Echidna nebulosa (Ahl, 1789) – echidna gwiaździsta[16]
- Echidna nocturna (Cope, 1872)
- Echidna peli (Kaup, 1856)
- Echidna polyzona (Richardson, 1845)
- Echidna rhodochilus Bleeker, 1863 – murena białolica[17]
- Echidna unicolor Schultz, 1953
- Echidna xanthospilos (Bleeker, 1859)